# Yasuo Ōtsuka
Pour les articles homonymes, voir Otsuka.
Yasuo Ōtsuka (大塚 康生, Ōtsuka Yasuo), né le 11 juillet 1931 à Tsuwano dans la préfecture de Shimane et mort le 15 mars 2021 à Tokyo, est un chef animateur, character designer et réalisateur japonais. Il a reçu le prix spécial du jury au 3e Festival d'animation de Kōbe pour sa contribution à l'industrie de l'animation japonaise.

## Biographie
Yasuo Ōtsuka est né le 11 juillet 1931 dans le bourg rural de Tsuwano, dans la préfecture de Shimane, au sud du Japon. Alors qu'il a huit ans, il déménage dans la ville voisine de Yamaguchi puis rentre au lycée à 15 ans où il suit des études dans le génie civil. À 20 ans, il trouve un emploi dans le département de statistique dans les services de la préfecture de Yamaguchi. L'année suivante, en 1952, il déménage à la capitale et travaille au bureau des narcotiques du ministère de la Santé.
En 1956, il change totalement de métier et intègre le studio Toei Dōga (Toei Animation depuis 1998) en tant qu'animateur. C'est là qu'il y rencontre Isao Takahata et Hayao Miyazaki, rentrés respectivement à la Toei en 1959 et 1963. Tous les trois, ils partagent des activités syndicales et surtout le film Horus, prince du Soleil qu'ils mèneront à terme malgré les oppositions du studio,. Après la sortie du film, il change de studio pour A Production (futur Shin-Ei Animation), où il est rapidement rejoint par Isao Takahata, Hayao Miyazaki et Yōichi Kotabe. Il s'ensuit une étroite collaboration où Yasuo Ōtsuka occupe le rôle de chef animateur. Il reste chez A production jusqu'en 1977 puis part rejoindre Hayao Miyazaki au studio Telecom Animation Film. Il travaille alors en tant que chef animateur sur les premières réalisations de Miyazaki comme Conan, le fils du futur (1978) ou Le Château de Cagliostro (1979).
Par la suite, il réduit grandement ses activités, en se contentant bien souvent du seul rôle de superviseur.
Son travail lui a valu de prestigieuses récompenses : en 1998, il reçoit le prix spécial du jury au 3e Festival d'animation de Kōbe pour sa contribution à l'industrie de l'animation japonaise ; en 2002, un prix de l'Agence pour les Affaires culturelles du ministère de l’Éducation ; et en 2008, le prix du public au Tokyo International Anime Fair. Il est également récompensé lors de la 42e Japan Academy Prize avec le prix spécial de l'association en 2019.
En France, en 1999, Yasuo Ōtsuka est l'invité du Festival d'Annecy. Il a anime en 2001 un atelier de formation de cinq jours au Forum des images à Paris destiné aux jeunes animateurs français, dans le cadre du festival Nouvelles images du Japon qui lui  consacre également une rétrospective.

## Œuvres
- 1958 : Le Serpent blanc (白蛇伝, Hakujaden?) - Intervalliste
- 1959 : Shōnen sarutobi Sasuke (少年猿飛佐助?) - Animateur clé
- 1960 : Alakazam, le petit Hercule (西遊記, Saiyūki?) - Animateur clé
- 1961 : Anju to zushio maru (ja) (安寿と厨子王丸?) - Animateur clé
- 1962 : Sinbad no bōken (ja) (シンドバッドの冒険?) - Animateur clé
- 1963 : Wanpaku ōji no orochi taiji (わんぱく王子の大蛇退治?) - Animateur clé
- 1965 : W3 (ja) (série télévisée) - Animateur (Générique d'ouverture)
- 1965 : Garibā no uchū ryokō (ガリバーの宇宙旅行?) - Animateur clé
- 1968 : Horus, prince du Soleil (太陽の王子　ホルスの大冒険, Taiyō no Ōji: Horusu no daibōken?) - Chef animateur
- 1969 : Le Chat botté (長靴をはいた猫, Nagagutsu wo haita Neko?) - Animateur clé
- 1969-1970 : Moomin (ムーミン?) (série télévisée) - Chef animateur
- 1971-1972 : Edgar détective cambrioleur ou Lupin III (ルパン三世, Rupan Sansei?) (série télévisée) - Chara-design, chef animateur
- 1972 : Panda Kopanda (パンダ・コパンダ?) - Chef animateur, animateur
- 1973 : Panda-Kopanda: Amefuri Circus no maki (パンダ・コパンダ 雨降りサーカスの巻?) - Chef animateur, animateur clé
- 1975 : Ganba no bōken (en) (série télévisée) - Animateur clé
- 1975-1977 : Ganso Tensai Bakabon (en) (série télévisée) - Animateur clé
- 1977 : Sōgen no ko tenguri (草原の子テングリ?) (court métrage de 22 min) (Réalisateur, layout, animation)
- 1978 : Conan le fils du futur (未来少年コナン, Mirai shōnen Conan?) (série télévisée) - Character designer, chef animateur
- 1978 : Edgar de la Cambriole : Le Secret de Mamo (ルパンvs複製人間, Rupan vs Fukusei-ningen?) - Superviseur
- 1979 : Le Château de Cagliostro (ルパン三世　カリオストロの城, Rupan Sansei: Cagliostro no shiro?) - Chef animateur
- 1981 : Kié la petite peste (じゃリン子チエ, Jarinko Chie?) - Chef animateur
- 1984 : Conan, le fils du futur (未来少年コナン特別篇 巨大機ギガントの復活?) (film) - Chef animateur
- 1987 : Edgar de la Cambriole : Le Complot du clan Fuma (ルパン三世　風魔一族の陰謀, Rupan Sansei: Fuma ichizoku no imbō?) - Superviseur
- 1989 : Little Nemo in Slumberland (film) - Storyboard
- 1991 : Le Dictionnaire de Napoléon (film) - Superviseur du mecha-design
- 1991-92 : Kinkyū Hasshin Saver Kids (en) (série télévisée) - Superviseur du mecha-design